# Pipilo
A Pipilo a madarak osztályának verébalakúak (Passeriformes) rendjébe és a Passerellidae családjába tartozó nem.

## Fajai
A nembe 4 fajt sorolnak:
- Pipilo ocai
- zöldfarkú sármánypinty (Pipilo chlorurus vagy Chlorurus chlorurus)
- tarka avarsármány (Piplio maculatus)[1]
- rozsdás földisármány (Pipilo erythrophthalmus) — magyarul időnként ezt a fajt is tarka avarsármánynak nevezik